# Bois Lefèbvre
Het Bois Lefèbvre is een  bos in de streek Pays des Collines (gemeentes Elzele en Frasnes-lez-Anvaing) in de provincie Henegouwen in Wallonië. Het bos- en natuurgebied is erkend als 'Site de Grand Intérêt Biologique' (SGIB579).  Het Bois Lefèbvre is 140 ha groot. Een deel van het bosgebied (Bois Rabis) is Europees beschermd als deel van het Natura 2000-gebied 'Vallées de la Dendre et de la Marcq' (BE32005).

## Fauna en flora
Het bos is een Atlantisch beukenbos (hier en daar ook wat eik, kastanje en es) met tapijten van voorjaarsbloeiers als bosanemoon en wilde hyacint en ondergroei van hulst, wilde lijsterbes en adelaarsvaren. Er komt onder andere buizerd, kamsalamander, alpenwatersalamander, vos, ree,... voor.

## Afbeeldingen

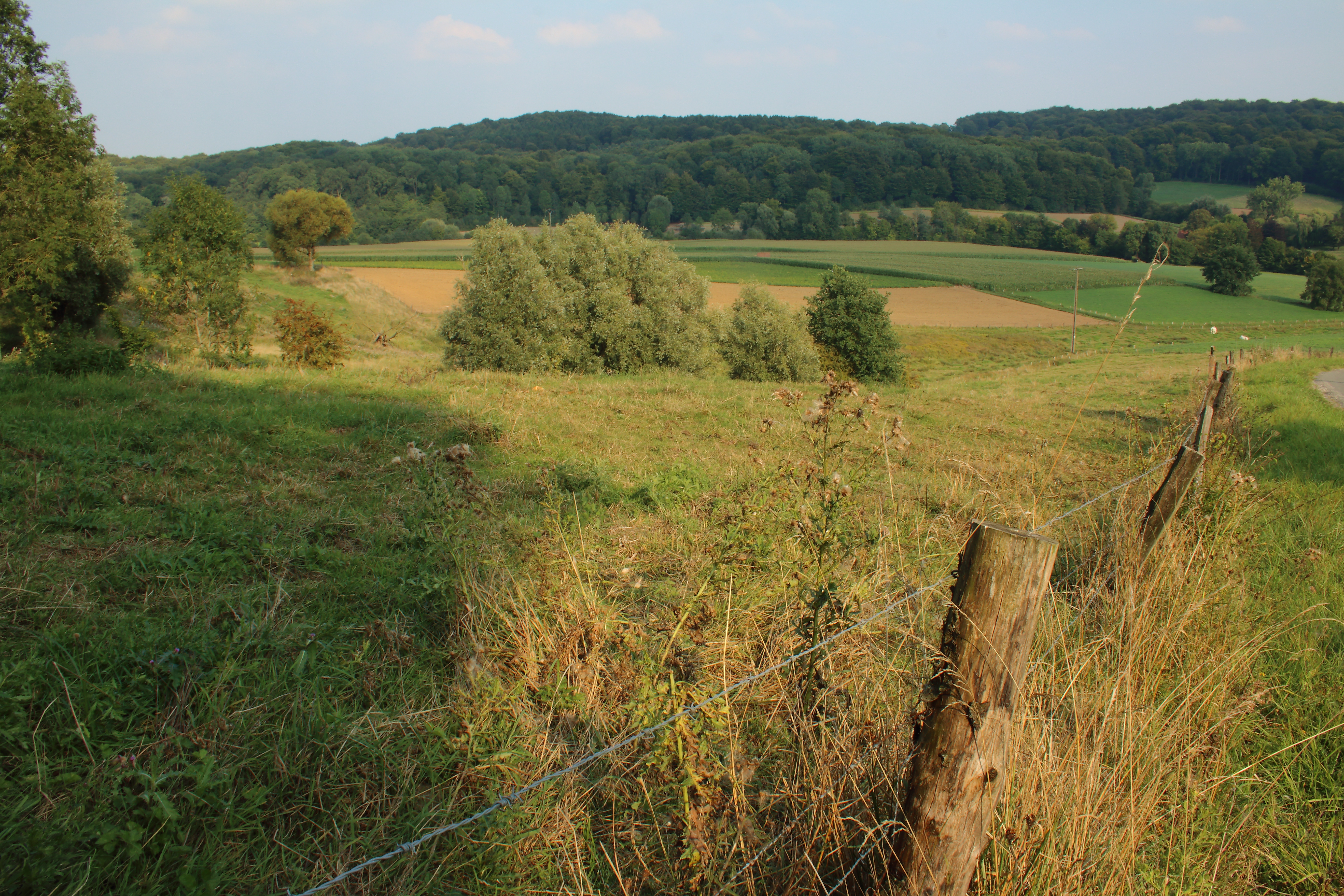
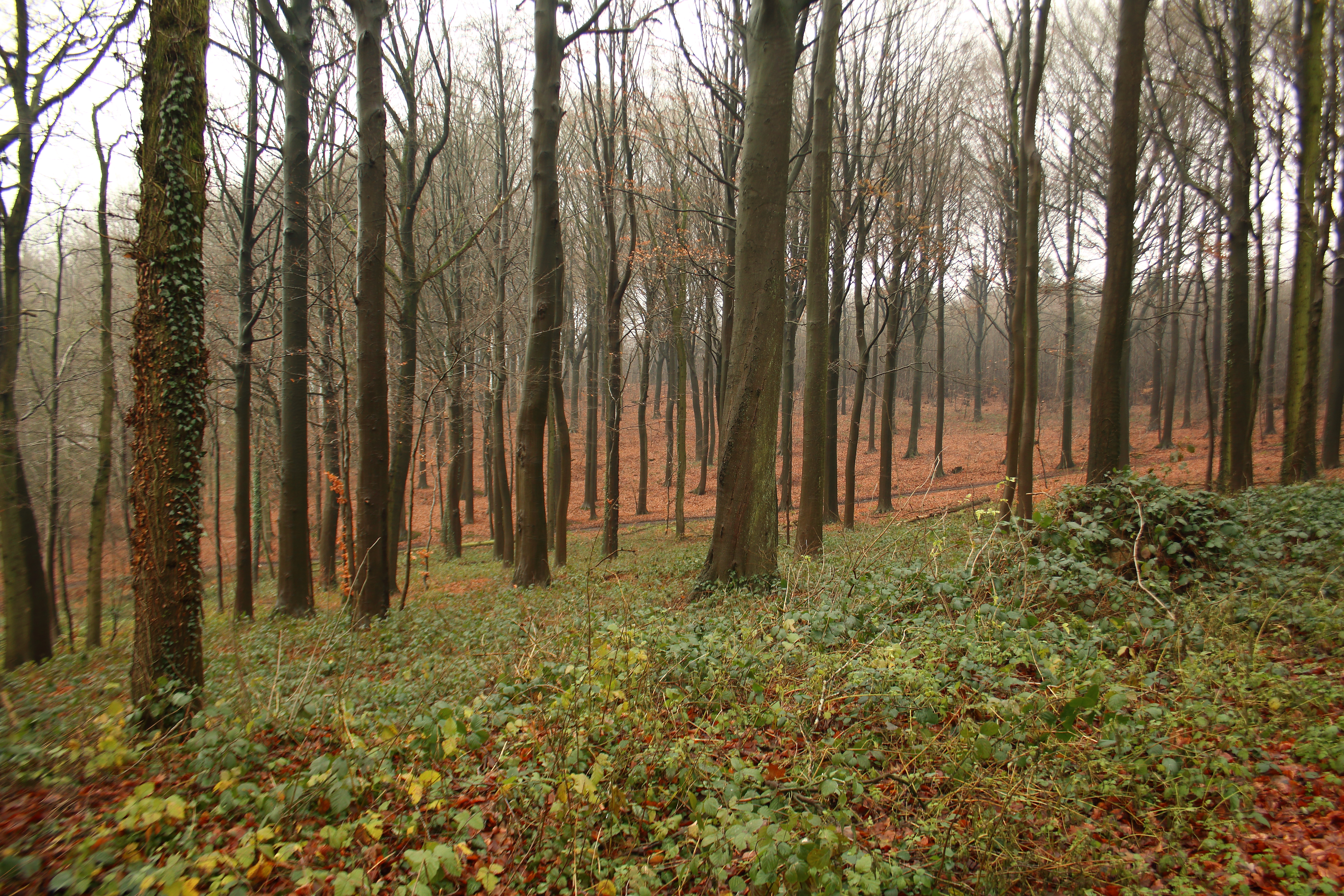
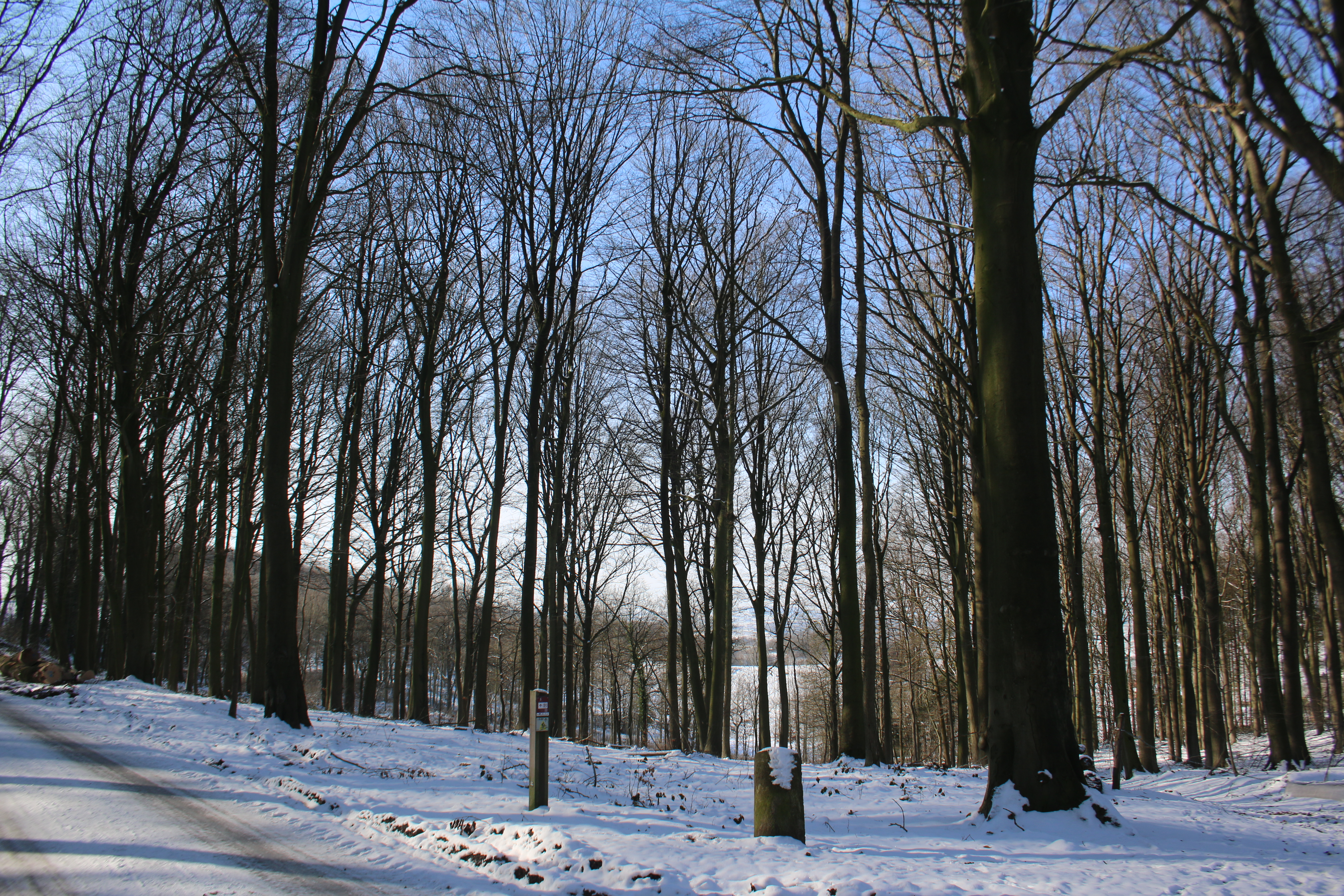
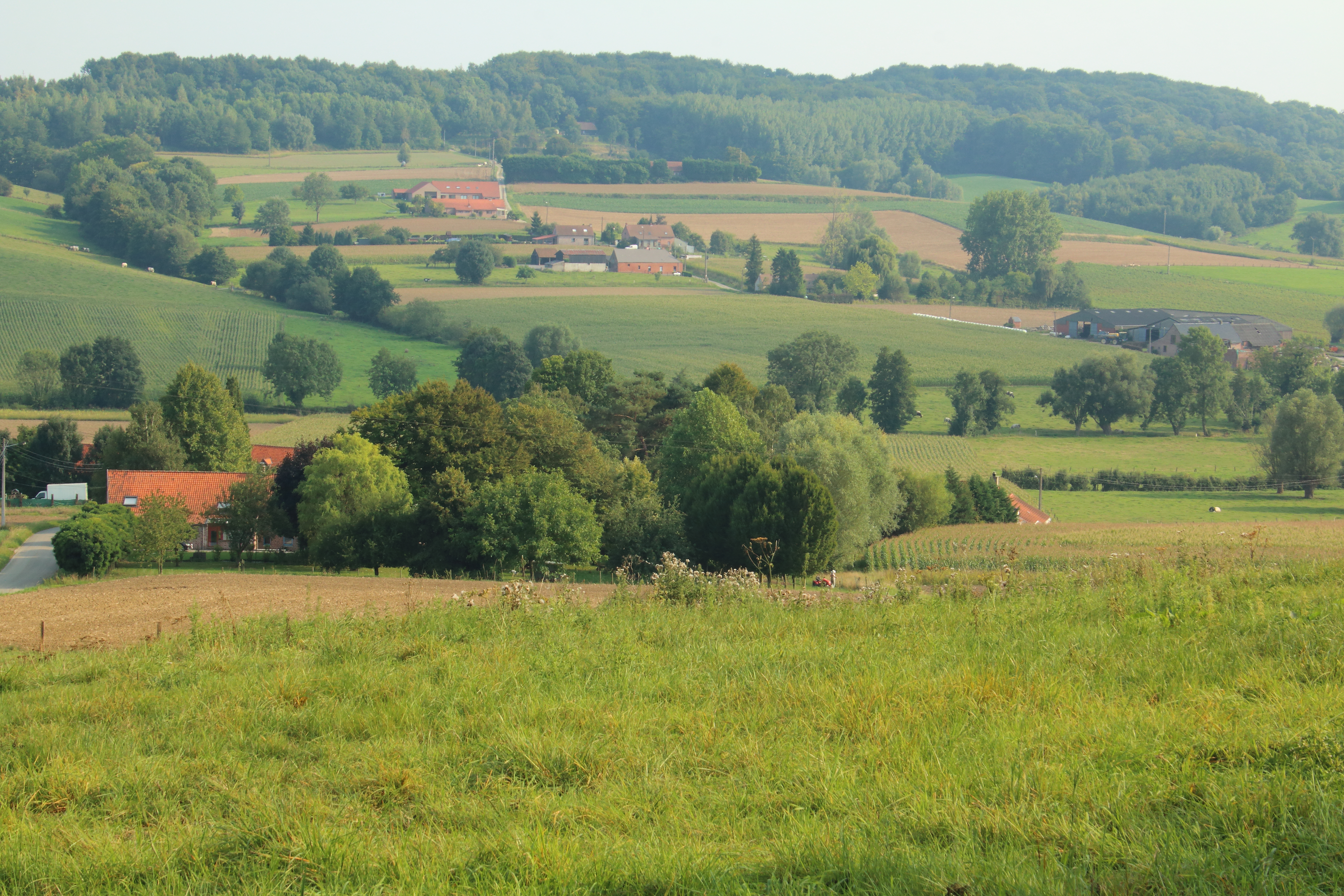
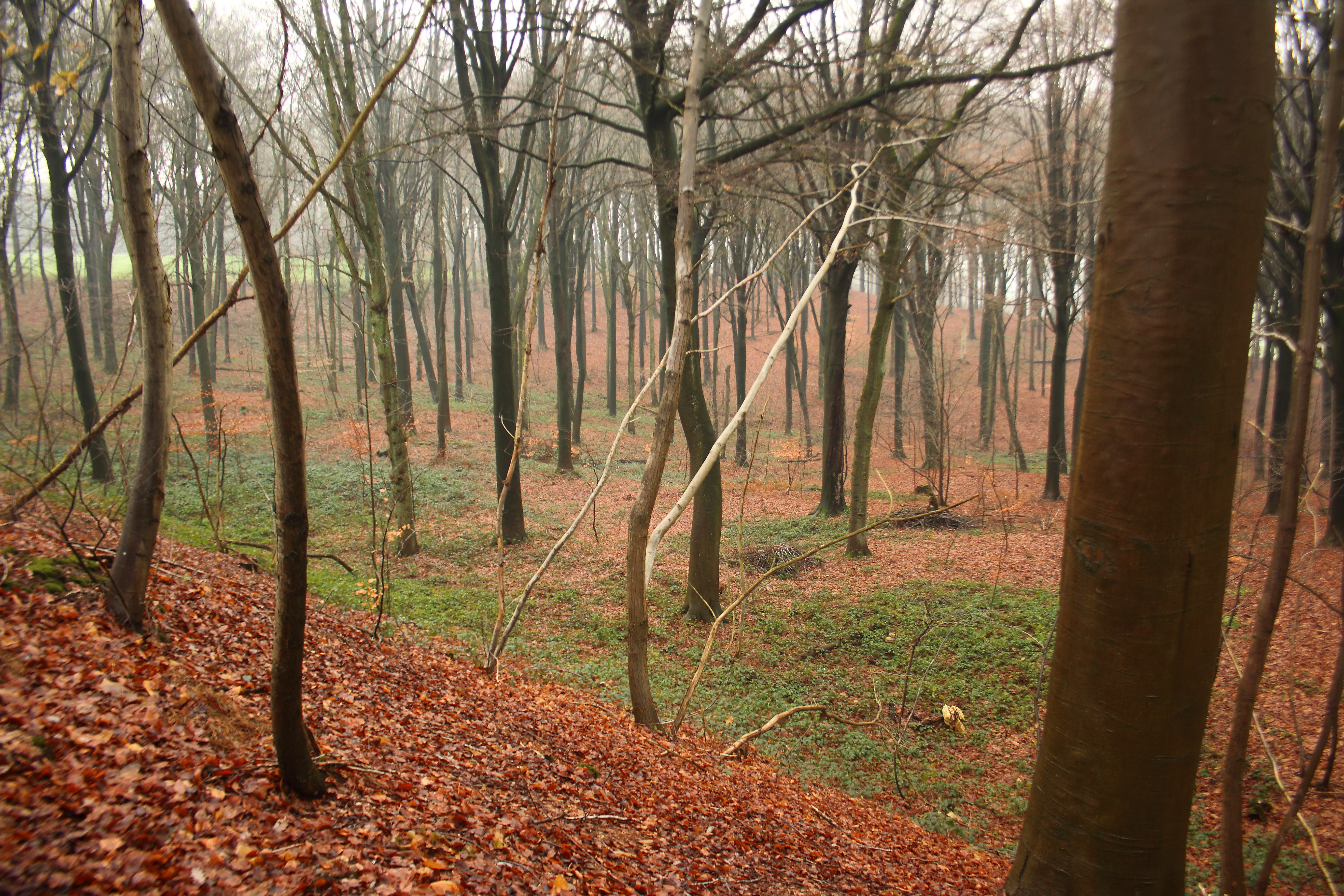